# Clostridi
Els clostridis (Clostridium) són un gènere de bacteris gram-positius que formen part dels Firmicutes. Són bacteris anaeròbics estrictes que poden formar espores. Fermenten carbohidrats i aminoàcids i són els principals responsables de la descomposició anaeròbica de les proteïnes.
Poden viure en hàbitats molt diferents: al sól, sobre material vegetal i animal en descomposició i en sediments marins i d'aigua dolça. També poden formar part de la microbiota intestinal de l'home i d'altres vertebrats.
Diferenciem dos grups de clostridis: 
- Clostridis de l'àcid butíric: fermenten carbohidrats com el C. acetobutylicum
- Clostridis proteolítics: fermenten aminoàcids.

Hi ha quatre espècies de clostridis que són patògenes per als humans:
- C. botulinum: produeix la toxina que provoca el botulisme
- C. perfringens: agent causal de la gangrena gasosa. Però produeix més de 14 toxines diferents que poden provocar necrosi del teixit muscular i fracàs renal.
- C. tetani: agent causal del tètanus.
- C. difficile: agent causal de la diarrea post-antibiòtica i que en l'ambient hospitalari pot provocar la colitis pseudomembranosa.